# Sierra de brazo radial

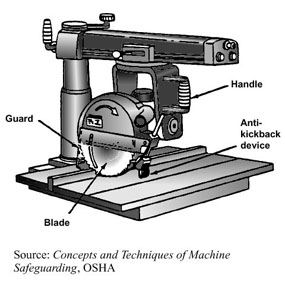
Sierra radial de brazo

La sierra de brazo radial es una herramienta de corte que consiste en una sierra circular montada en un brazo deslizante horizontal. Inventada en 1923, la sierra de brazo radial fue la principal herramienta usada para cortar largas piezas de madera a la longitud deseada, hasta la llegada de la sierra de inglete en la década de 1970.
Además de hacer cortes transversales a la longitud de la pieza, la sierra de brazo radial puede ser configurada como una sierra especial para cortar ranuras, juntas de rebaje y juntas a media madera. Además, algunas sierras de brazo radial se pueden girar paralelamente a la defensa principal para obtener un corte longitudinal (según la veta de la madera).

## Orígenes
A diferencia de la mayoría de las máquinas para carpintería, la sierra de brazo radial tiene una génesis clara: fue inventada por Raymond De Walt, nativo de Bridgeton, Nueva Jersey. De Walt presentó solicitudes de patente en 1923 y le fueron otorgadas en 1925 (US-1,528,536). De Walt y otros patentaron sucesivamente numerosas variaciones sobre el original, pero el diseño inicial (vendido bajo el apodo Maravilloso Trabajador - Wonder Worker) permaneció como el más exitoso: una sierra circular accionada directamente por un motor eléctrico sostenido en un yugo que se desliza a lo largo de un brazo horizontal a cierta distancia por encima de la superficie de una mesa horizontal.

## Obsolescencia
A principios de la década de 2000, la sierra de brazo radial ya había casi desaparecido. En un artículo del 7 de julio de 2010 "Is the Radial Arm Saw on its Last Legs?," (¿Está la sierra de brazo radial en sus últimas patas?), Tom McKenna, editor jefe de Fine Woodworking, opinaba que sí, por las siguientes razones:
- Debido a la dirección de rotación de la hoja de sierra, esta puede tender a atraer hacia sí la pieza de madera. Una hoja de gancho negativa puede eliminar este problema así como una firme sujeción del mango. El problema ocurre principalmente con las hojas de sierra poco afiladas.
- Una sierra de brazo radial es más cara que una sierra de mesa típica y ocupa el mismo espacio en el taller sin ser tan versátil.
- Las sierras eléctricas de inglete, y especialmente las de tipo deslizante, han reemplazado a las sierras de brazo radial para los cortes de inglete en la mayoría de las carpinterías.
- Es menos conveniente para hacer cortes que atraviesan completamente la madera (bajar la sierra para un corte pasante tiende a cortar la mesa, en comparación con el mecanizado de un corte en profundidad)
- Costo

La desaparición de la sierra de brazo radial se puede observar en la falta de oferta de estos productos por los minoristas de herramientas. En mayo de 2014, Sears ofrecía solo un modelo de sierra de brazo radial en su catálogo en línea, Amazon daba sólo dos (uno de los cuales era el modelo Sears), y Grizzly, Jet y Tool Zone no disponían de ninguno. A partir de mayo de 2018: en el sitio web de Craftsman, la sierra de brazo radial Sears Craftsman de 10 pulgadas aparece como "ya no está disponible", y Amazon solo incluye un modelo de 10 pulgadas.
Las sierras de brazo radial de tamaño industrial (con diámetros de hoja de 305 a 560 mm [12 a 22 pulgadas]) todavía se fabrican en los Estados Unidos por Original Saw Company en Britt, Iowa, quien ha comprado los derechos de la sierra de brazo radial "The Original" de DeWalt. Así pues, parece que la sierra de brazo radial de 250 mm (10 pulgadas) para el hogar / taller pequeño ha desaparecido después de haber sido fabricada durante poco más de 95 años.
- Datos: Q3475718